# 高雄 (美国政治人物)
高雄（英語：Hung Cao，1971年8月3日—）是越南裔美国海军退伍士兵。他曾于2022年参加弗吉尼亚州第十国会选区联邦众议院选举，并于2024年参加弗吉尼亚州联邦参议院选举，但皆以失败告终。2025年2月，时任总统唐纳德·特朗普提名高雄为海军副部长。

## 早年教育及职业生涯
高雄于1975年以难民身份从越南移民美国。在西非短暂居住后，他于童年时期迁居至弗吉尼亚州，并作为亚历山德里亚托马斯·杰斐逊科学技术高中的首届毕业生完成学业。在完成美国海军学院的学业后，高雄被任命为特种作战官，专注于爆炸物处理和深海潜水领域。他的军事生涯包括在伊拉克、阿富汗和索马里的作战部署。除了执行战斗任务外，高雄还负责多项非战斗职能，包括管理五角大楼海军的1400亿美元预算，以及与国土安全部和联邦调查局联合反恐特遣队的协作。他获得了海军研究生院的物理学硕士学位，并曾参与麻省理工学院与哈佛大学的奖学金项目。

## 国会选举

### 2022年弗吉尼亚州第十国会选区选举
高雄是2022年弗吉尼亚州第10国会选区选举的候选人，该选区倾向于民主党。在经过排序投票后，高雄在有11名候选人参加的共和黨初选中脱颖而出，将于决选中直面民主党籍现任者詹妮弗·韦克斯顿。在与韦克斯顿的辩论中，高雄表达了对放宽政府对几乎所有生活领域管制的主张。在竞选过程中，韦克斯顿试图将高雄描述为“极端”的人，不符合该地区的政治构成，强调了他在反堕胎和支持枪支权利方面的立场。最终韦克斯顿以微弱优势击败了高雄。

### 2024年弗吉尼亚州联邦参议员选举
2023年7月，高雄正式宣布有意参加2024年弗吉尼亚州美国参议员选举。尽管在初选过程中出现了一些争议，包括对彼得·布塔朱吉的指责，称其导致弗朗西斯·斯科特·基大桥的倒塌，以及指控他挪用其政治行动委员会“释放美国”的资金。此外他还认为自己驾车前往联邦农村地区参加候选人论坛的行为是“荒谬”和“疯狂”的。他获得了唐纳德·特朗普的支持，轻松赢得共和党提名。尽管如此，高雄在决选中未能击败民主党人凯恩。

## 美国海军副部长
2025年2月25日，唐纳德·特朗普总统提名高雄为海军副部长，与此同时保罗·达巴尔被提名为商务部副部长。

## 个人生活
高雄与妻子阿普丽尔·拉卡塔·高有两子三女，其中一个是从泰国领养的，还有一对双胞胎，均由阿普丽尔在家教育。高雄夫妇现居住在弗吉尼亚州的珀塞尔维尔，常去弗吉尼亚州利斯堡的科纳斯通教堂参加礼拜。